# Trypoxylon
Genre
Trypoxylon est un genre d'hyménoptères de la famille des crabronidés. En Europe, il comprend les espèces suivantes :
- Trypoxylon albipes
- Trypoxylon attenuatum
- Trypoxylon beaumonti
- Trypoxylon clavicerum
- Trypoxylon deceptorium
- Trypoxylon figulus
- Trypoxylon fronticorne
- Trypoxylon kolazyi
- Trypoxylon kostylevi
- Trypoxylon latilobatum
- Trypoxylon medium
- Trypoxylon megriense
- Trypoxylon minus
- Trypoxylon rubiginosum
- Trypoxylon scutatum
- Trypoxylon syriacum